# Gapgotan
Gapgotan – jaskinia w Turkmenistanie, w górach Köýtendag.
W jaskini występuje bardzo bogata szata naciekowa m.in. kryształy fluorytu z galeną, kwarcem oraz kalcytem.